# André Filipe Teixeira da Silva
André Filipe Teixeira da Silva (ur. 28 kwietnia 2000 w Gondomarze, zm. 3 lipca 2025 w okolicach Cernadilli) – portugalski piłkarz, który występował na pozycji pomocnika w FC Penafiel.

## Kariera piłkarska
Wychowanek klubów Gondomar SC, FC Porto, Padroense FC, FC Paços de Ferreira, FC Famalicão i Boavista FC. Karierę piłkarską rozpoczął w 2021 roku w czwartoligowej drużynie Gondomar SC. 1 lipca 2023 podpisał trzyletni kontrakt z FC Penafiel, w barwach którego debiutował w rozgrywkach Liga Portugal 2.
Zginął 3 lipca 2025, około godziny 00:30 CEST, w wypadku samochodowym pomiędzy 64 km a 65 km drogi ekspresowej A-52 (Autovía de las Rías Bajas), nieopodal San Salvador de Palazuelo w gminie Cernadilla w hiszpańskiej prowincji Zamora jadąc wraz ze swoim 28-letnim bratem, Diogo do portu Santander, skąd mieli odpłynąć promem do Wielkiej Brytanii. Podczas manewru wyprzedzania innego pojazdu, w Lamborghini, którym podróżowali piłkarze pękła opona. Następnie samochód wypadł z trasy i zapalił się.
5 lipca 2025 w mieście Gondomar odbyły się uroczystości pogrzebowe Andre Filipe Teixeiry da Silvy i jego brata Diogo Joty, mszy przewodniczył ordynariusz diecezji Porto, biskup Manuel Linda, gdzie pożegnały ich tłumy ludzi w tym największych nazwisk portugalskiej i europejskiej piłki m.in. Bernardo Silva, Bruno Fernandes, João Cancelo, Joao Moutinho, Renato Veiga, João Félix, Rúben Dias, Nélson Semedo, Virgil van Dijk, Andrew Robertson, trener Liverpoolu Arne Slot, selekcjoner reprezentacji Portugalii Roberto Martínez oraz władze Portugali, prezydent Marcelo Rebelo de Sousa i premier Luís Montenegro.